# Abierto Mexicano Telcel 2017
Abierto Mexicano Telcel 2017 — професійний тенісний турнір, що проходив на відкритих кортах з твердим покриттям Princess Mundo Imperial в Акапулько (Мексика). Це був 24-й за ліком турнір серед чоловіків і 17-й - серед жінок. Належав до Туру ATP 2017 і Туру WTA 2017. Тривав з 27 лютого до 4 березня 2017 року.

## Призові очки і гроші

### Розподіл очок
| Дисципліна                 | П   | Ф   | ПФ  | ЧФ | 1/8 | 1/16 | Q   | Q3  | Q2  | Q1  |
| Одиночний розряд, чоловіки | 500 | 300 | 180 | 90 | 45  | 0    | 20  | Н/Д | 10  | 0   |
| Парний розряд, чоловіки    | 500 | 300 | 180 | 90 | 0   | Н/Д  | 45  | Н/Д | 25  | 0   |
| Одиночний розряд, жінки    | 280 | 180 | 110 | 60 | 30  | 1    | 18  | 14  | 10  | 1   |
| Парний розряд, жінки       | 280 | 180 | 110 | 60 | 1   | Н/Д  | Н/Д | Н/Д | Н/Д | Н/Д |

### Розподіл призових грошей
| Дисципліна                 | П        | Ф        | ПФ      | ЧФ      | 1/8     | 1/161   | Q3     | Q2     | Q1     |
| Одиночний розряд, чоловіки | $321,290 | $157,510 | $79,260 | $40,305 | $20,930 | $11,040 | Н/Д    | $2,445 | $1,250 |
| Парний розряд, чоловіки *  | $96,730  | $47,360  | $23,760 | $12,190 | $6,300  | Н/Д     | Н/Д    | Н/Д    | Н/Д    |
| Одиночний розряд, жінки    | $43,000  | $21,400  | $11,300 | $5,900  | $3,310  | $1,925  | $1,005 | $730   | $530   |
| Парний розряд, жінки *     | $12,300  | $6,400   | $3,435  | $1,820  | $960    | Н/Д     | Н/Д    | Н/Д    | Н/Д    |

1 Кваліфаєри отримують і призові гроші 1/16 фіналу

* на пару

## Учасники основної сітки в рамках чоловічого турніру

### Сіяні учасники
| Країна    | Гравець        | Рейтинг1 | Сіяний |
| --------- | -------------- | -------- | ------ |
| Сербія    | Новак Джокович | 2        | 1      |
| Іспанія   | Рафаель Надаль | 6        | 2      |
| Хорватія  | Марин Чилич    | 7        | 3      |
| Австрія   | Домінік Тім    | 8        | 4      |
| Бельгія   | Давід Ґоффен   | 10       | 5      |
| Австралія | Нік Киріос     | 16       | 6      |
| США       | Джек Сок       | 21       | 7      |
| США       | Джон Ізнер     | 22       | 8      |

- 1 Рейтинг подано станом на 20 лютого 2017.

### Інші учасники
Нижче наведено учасників, які отримали вайлд-кард на участь в основній сітці:
- Новак Джокович[1]
- Олександр Долгополов
- Ернесто Ескобедо
- Lucas Gómez

Учасники, що потрапили до основної сітки як особливий виняток:
- Дональд Янг

Нижче наведено гравців, які пробились в основну сітку через стадію кваліфікації:
- Тейлор Фріц
- Стефан Козлов
- Йосіхіто Нісіока
- Френсіс Тіафо

Як щасливий лузер в основну сітку потрапили такі гравці:
- Джордан Томпсон

### Відмовились від участі
До початку турніру
- Іво Карлович → його замінив  Дуді Села
- Олександр Звєрєв → його замінив  Адріан Маннаріно
- Мілош Раоніч → його замінив  Джордан Томпсон

Під час турніру
- Стів Джонсон

### Знялись
- Бернард Томіч (хвороба)

## Учасники основної сітки в парному розряді

### Сіяні пари
| Країна          | Гравець       | Країна   | Гравець      | Рейтинг1 | Сіяний |
| --------------- | ------------- | -------- | ------------ | -------- | ------ |
| Велика Британія | Джеймі Маррей | Бразилія | Бруно Соарес | 15       | 1      |
| ПАР             | Равен Класен  | США      | Ражів Рам    | 27       | 2      |
| Польща          | Лукаш Кубот   | Бразилія | Марсело Мело | 28       | 3      |
| Філіппіни       | Трет Х'юї     | Білорусь | Макс Мирний  | 47       | 4      |

- 1 Рейтинг подано станом на 20 лютого 2017.

### Інші учасники
Нижче наведено учасників, які отримали вайлд-кард на участь в основній сітці:
- Сантьяго Гонсалес /  Давід Марреро
- Hans Hach Verdugo /  César Ramírez

Нижче наведено пари, що пробились в основну сітку через стадію кваліфікації:
- Раду Албот /  Міша Зверєв

Пари, що потрапили в основну сітку як щасливі лузери:
- Marcelo Arévalo /  Luis Patiño

### Відмовились від участі
До початку турніру
- Джек Сок (травма правого плеча)
- Джордан Томпсон (right травма долоні)

## Учасниці основної сітки в рамках жіночого турніру

### Сіяні учасниці
| Країна      | Гравчиня            | Рейтинг1 | Сіяна |
| ----------- | ------------------- | -------- | ----- |
| Хорватія    | Міряна Лучич-Бароні | 29       | 1     |
| Франція     | Крістіна Младенович | 31       | 2     |
| Латвія      | Олена Остапенко     | 34       | 3     |
| Пуерто-Рико | Моніка Пуїг         | 42       | 4     |
| США         | Крістіна Макгейл    | 44       | 5     |
| Канада      | Ежені Бушар         | 45       | 6     |
| Україна     | Леся Цуренко        | 52       | 7     |
| Німеччина   | Андреа Петкович     | 53       | 8     |

- 1 Рейтинг подано станом на 20 лютого 2017.

### Інші учасниці
Нижче наведено учасниць, які отримали вайлд-кард на участь в основній сітці:
- Даніела Гантухова
- Рената Сарасуа

Учасниця, що потрапила в основну сітку завдяки захищеному рентингові:
- Айла Томлянович

Нижче наведено гравчинь, які пробились в основну сітку через стадію кваліфікації:
- Дженніфер Брейді
- Фіона Ферро
- Джеймі Лоеб
- Бетані Маттек-Сендс
- Хлое Паке
- Тейлор Таунсенд

### Знялись з турніру
До початку турніру
- Сара Еррані → її замінила  Міряна Лучич-Бароні
- Вікторія Голубич → її замінила  Гезер Вотсон
- Моніка Нікулеску → її замінила  Айла Томлянович
- Анастасія Павлюченкова → її замінила  Кірстен Фліпкенс

Під час турніру
- Юлія Гергес (тепловий удар)
- Міряна Лучич-Бароні
- Айла Томлянович (травма правого плеча)

## Учасниці основної сітки в парному розряді

### Сіяні пари
| Країна            | Гравчиня      | Країна    | Гравчиня                   | Рейтинг1 | Сіяна |
| ----------------- | ------------- | --------- | -------------------------- | -------- | ----- |
| Словенія          | Андрея Клепач | Іспанія   | Марія Хосе Мартінес Санчес | 59       | 1     |
| Німеччина         | Юлія Гергес   | Латвія    | Олена Остапенко            | 81       | 2     |
| Хорватія          | Дарія Юрак    | Австралія | Анастасія Родіонова        | 87       | 3     |
| Китайський Тайбей | Чжуан Цзяжун  | США       | Крістіна Макгейл           | 113      | 4     |

- 1 Рейтинг подано станом на 20 лютого 2017.

### Інші учасниці
Пара, що отримала вайлд-кард на участь в основній сітці:
- Джуліана Ольмос /  Рената Сарасуа

### Відмовились від участі
Під час турніру
- Ежені Бушар (розтягнення м'язів живота)
- Юлія Гергес (тепловий удар)

## Переможці та фіналісти

### Чоловіки. Одиночний розряд
- Сем Кверрі —  Рафаель Надаль, 6–3, 7–6(7–3)

### Одиночний розряд. Жінки
- Леся Цуренко —  Крістіна Младенович, 6–1, 7–5

### Парний розряд. Чоловіки
- Джеймі Маррей /  Бруно Соарес —  Джон Ізнер /  Фелісіано Лопес, 6–3, 6–3

### Парний розряд. Жінки
- Дарія Юрак /  Анастасія Родіонова —  Вероніка Сепеде Ройг /  Маріана дуке-Маріньйо, 6–3, 6–2